# Верлен, Том
Том Верлен (англ. Tom Verlaine, при рождении Томас Миллер; 13 декабря 1949, Денвилл (англ.), Нью-Джерси — 28 января 2023, Нью-Йорк, Нью-Йорк) — американский рок-музыкант, гитарист, клавишник и автор песен, наибольшую известность получивший как фронтмен группы Television. Инструментальное и поэтическое мастерство, новаторские идеи и уровень их реализации сделали Тома Верлена первопроходцем своего жанра, оказав значительное влияние на развитие панк-рока, постпанка и новой волны. Занимает 90 место в списке «100 величайших гитаристов всех времён по версии журнала Rolling Stone» (в 2023 занял 51 место)

## Биография
Томас Миллер родился 13 декабря 1949 года в Нью-Джерси. В пятилетнем возрасте стал обучаться игре на фортепиано, а в школе начал учиться играть на саксофоне (в то время Том увлекался джазом больше, чем рок-музыкой). Гитару начал осваивать после прослушивая песен Rolling Stones.
Том переехал в Уилмингтон, штат Делавэр, со своей семьей в возрасте шести лет. Он начал учиться игре на фортепиано в раннем возрасте, но переключился на саксофон в средней школе после того, как услышал пластинку Стэна Гетца. Джазовые саксофонисты, такие как Джон Колтрейн и Альберт Эйлер, вдохновляли его. Первоначально Верлен не был впечатлен ролью гитары как в рок-музыке, так и в джазе, но был вдохновлен взяться за инструмент после того, как в подростковом возрасте услышал «19th Nervous Breakdown» группы Rolling Stones. С этого момента он начал долгий период экспериментов по разработке личного стиля. Более позднее музыкальное влияние на Верлена оказали записи электрического периода джазового музыканта Майлза Дэвиса, особенно японские пластинки Agharta (1975) и Dark Magus (1977), которые он смог получить в качестве импорта.
Учился в школе-интернате, где познакомился с Ричардом Майерсом, с которым они и убежали из школы, уехав из города, как они надеялись (строя сказочные планы), навсегда. Через некоторое время они были арестованы за поджог и вскоре их забрали родители.
Позже Том с Ричардом и ещё несколькими друзьями собирают группу Neon Boys, в дальнейшем переименованную в Television. Когда Television уже довольно долго существовала, у Ричарда стали возникать явные разногласия по представлению музыки, которую они хотят играть: Тому нравилось, когда музыки в песне больше, чем слов, а Ричарду наоборот. Кроме того Майерс стал иметь всё меньшее и меньшее место в группе: сначала он пел половину из всех песен в программе, потом сократили до шести, потом осталась одна «Blank Generation» — единственная на тот момент песня, сочиненная Хэллом. Верлен решил исключить эту песню из программы, поэтому Ричард ушёл из группы.
Также Верлен познакомился с Патти Смит, «крестной матерью панк-рока». Их связывали любовные отношения. По некоторым данным, (см. Легс Маккнил, «Прошу, убей меня»), она сказала коллеге Тома: «Я хочу Тома Верлена. Устрой мне Тома Верлена.», тот рассказал про это Тому, который с симпатией относился к ней как к человеку, женщине и лидеру группы, и так они начали встречаться.